# Atletismo nos Jogos Pan-Americanos de 1959 - Lançamento de martelo masculino
A prova do lançamento de martelo masculino nos Jogos Pan-Americanos de 1959 foi realizada em Chicago, Estados Unidos.

## Medalhistas
| Ouro                           | Prata                              | Bronze                           |
| Albert Hall USA Estados Unidos | Harold Connolly USA Estados Unidos | Robert Backus USA Estados Unidos |

## Resultados
| Posição           | Nome              | Nacionalidade      | Marca | Notas |
| ----------------- | ----------------- | ------------------ | ----- | ----- |
| Medalha de ouro   | Albert Hall       | USA Estados Unidos | 59.67 |       |
| Medalha de prata  | Harold Connolly   | USA Estados Unidos | 59.67 |       |
| Medalha de bronze | Robert Backus     | USA Estados Unidos | 59.55 |       |
| 4                 | Roberto Chapchap  | BRA Brasil         | 55.75 |       |
| 5                 | Bruno Strohmeier  | BRA Brasil         | 53.96 |       |
| 6                 | Daniel Cereali    | VEN Venezuela      | 52.68 |       |
| 7                 | Alejandro Díaz    | CHI Chile          | 51.34 |       |
| 8                 | Francisco Fragoso | MEX México         | 46.26 |       |